# Бодреж (Шмарє-при-Єлшах)
Бодреж (словен. Bodrež) — поселення в общині Шмарє-при-Єлшах, Савинський регіон, Словенія. 
Висота над рівнем моря: 357,5 м.